# Westerhoven

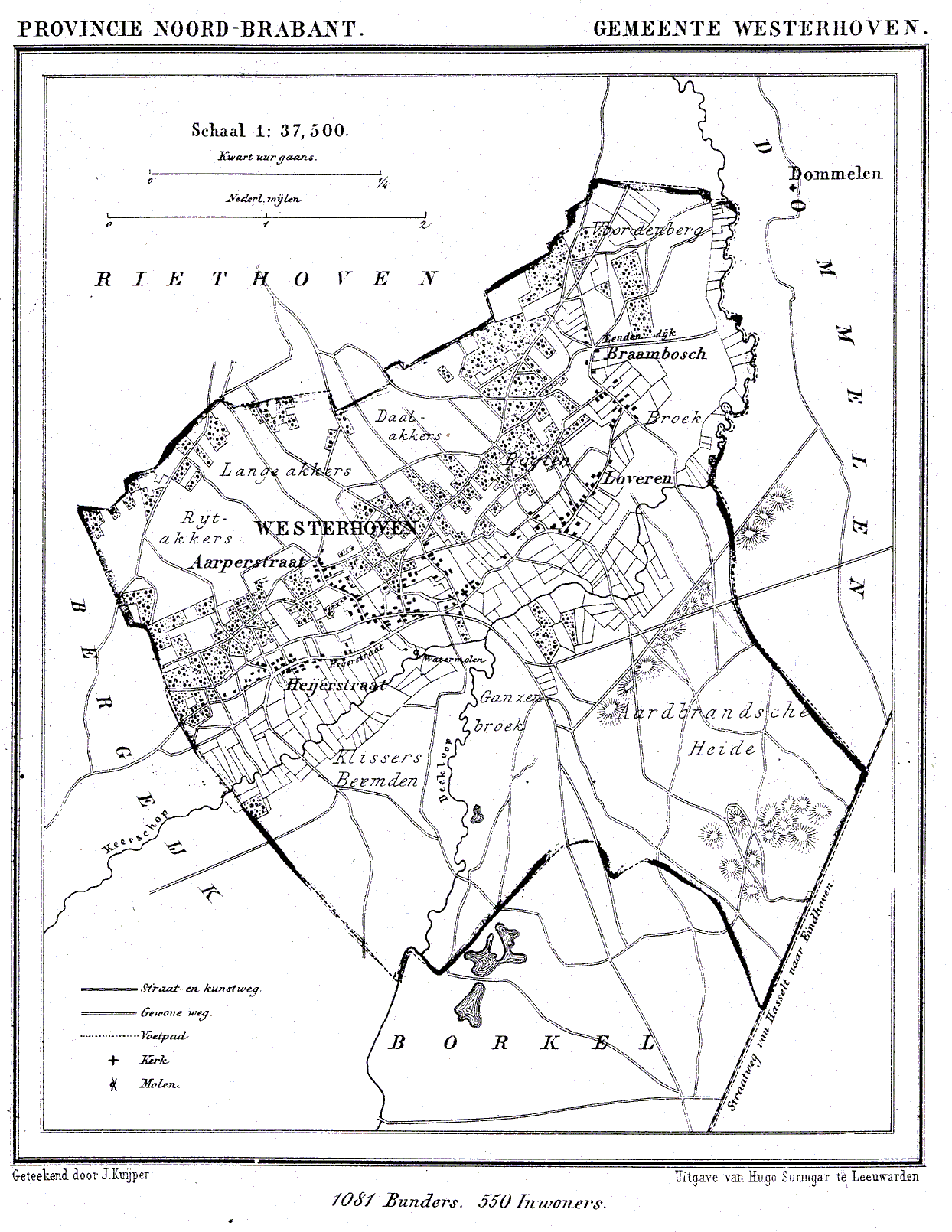
Gemeinde Westerhoven 1869

Westerhoven ist ein Dorf in der niederländischen Provinz Nordbrabant. Es gehört zur Gemeinde Bergeijk und liegt knapp 15 Kilometer südwestlich von Eindhoven. Der Ort hat derzeit 1950 Einwohner.

## Geschichte
Im Gebiet um Westerhoven wurden mehr als 10.000 Jahre alte Sternwerkzeuge gefunden, die darauf hindeuten, dass die Region von der Steinzeit bis ins frühe Mittelalter besiedelt war.
1331 erlaubte Herzog Johann III. von Brabant den Bewohnern von Westerhoven die landwirtschaftliche Nutzung der Heide. Kaiser Karl V. bestätigte dieses Recht im Jahr 1544. Bis zum Ende des 18. Jahrhunderts wurde die Heide von den Dorfbewohnern genutzt.
Vor 1468 unterstand Westerhoven dem Stadtrat von Eersel, dessen Mitglieder durch den Herzog von Brabant ernannt wurden. Danach gewährte Karl der Kühne dem Ort Bergeijk freie Ratsherren und Westerhoven wurde nun neben weiteren Dörfern dem Rat von Bergeijk administrativ zugeordnet.
Von 1810 bis zum 1. Januar 1997 war Westerhoven eine eigenständige Gemeinde, danach wurde es zusammen mit den Dörfern Riethoven und Luyksgestel Teil der Gemeinde Bergeijk. Zum Zeitpunkt der Zusammenführung hatte die Gemeinde Westerhoven 1.822 Einwohner.

## Tourismus
In Westerhoven befindet sich der zu Centerparcs gehörende Freizeitpark De Kempervennen, der 1983 an Stelle des ehemaligen Parks Eurostrand errichtet wurde.

## Politik

### Ehemaliger Gemeinderat
Bis zur Auflösung der Gemeinde ergab sich seit 1982 folgende Sitzverteilung:
| Partei              | Sitze | Sitze | Sitze | Sitze |
| Partei              | 1982  | 1986  | 1990  | 1994  |
| ------------------- | ----- | ----- | ----- | ----- |
| Kern ’62            | 4     | 3     | 4     | 5     |
| Westerhoven 2000 a  | 2     | 3     | 2     | 2     |
| Westerhovens Belang | 1     | 1     | 1     | 2     |
| Gesamt              | 7     | 7     | 7     | 9     |

Anmerkungen

## Söhne und Töchter
- Johannes Biermans (1871–1941), römisch-katholischer Bischof, Generalsuperior Mill Hill-Missionare